# Уорд, Кэм
Кэмерон Кеннет Уорд (англ. Cameron Kenneth Ward; 29 февраля 1984, Саскатун, Саскачеван, Канада) — бывший профессиональный канадский хоккеист, вратарь. Обладатель Кубка Стэнли и «Конн Смайт Трофи» в 2006 году в составе «Каролины Харрикейнз».

## Карьера

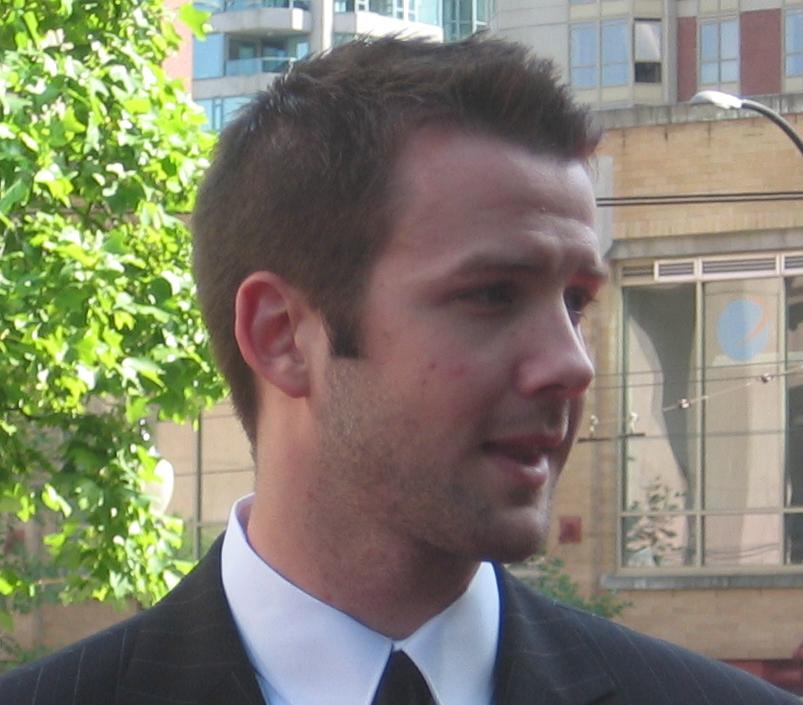
Кэм Уорд, 2006

На драфте НХЛ 2002 года был выбран в 1 раунде под общим 25 номером командой «Каролина Харрикейнз».
Хоккеем начал заниматься в клубе одной из низших лиг. Несмотря на это, голкипер ещё два года продолжал выступать в прежней команде, а перед сезоном 2004/05 был переведён в фарм-клуб «Каролины».
Дебют Уорда в НХЛ состоялся 5 октября 2005 года в матче против «Тампы». Тогда молодой голкипер заменил получившего травму Мартина Гербера и отразил 10 бросков из 11, однако его команда проиграла со счётом 2:5.
По ходу сезона 2005/06 Уорда окончательно перевели в состав «Каролины», которая сумела пробиться в плей-офф. В первом раунде «Ураганам» предстояло встретиться с «Монреалем». В этих матчах Гербер действовал не слишком удачно, что и побудило главного тренера «Каролины» Питера Лавиолетта доверить место в воротах Уорду. Молодой канадец сполна воспользовался предоставленным шансом, уверенно отыграв во всех матчах вплоть до финала. В результате «Каролина» завоевала Кубок Стэнли, а Уорд стал первым после Патрика Руа голкипером-новичком, которому удавалось это сделать. По итогам того сезона канадский вратарь получил «Конн Смайт Трофи» — приз, вручаемый хоккеисту, лучше других зарекомендовавшему себя в играх плей-офф НХЛ.
В сезоне 2007/08 Уорд провёл 69 матчей, в которых пропустил 180 шайб, а его команде не удалось выйти в плей-офф.
26 декабря 2011 года в матче против «Нью-Джерси Девилз» на последних секундах третьего периода Илья Ковальчук отправил шайбу в собственные пустые ворота, гол был записан на Уорда, как последнего игрока «Каролины», коснувшегося шайбы. Тем самым он стал десятым вратарём в истории НХЛ, кому удавалось забить гол.
После 13 лет в составе «Каролины» летом 2018 года клуб не стал продлевать контракт вратаря, и Уорд в качестве неограниченно свободного агента подписал однолетний контракт с «Чикаго Блэкхокс» на $ 3 млн.
28 августа 2019 года завершил игровую карьеру подписав символический контракт с «Каролиной» на 1 день.

## Международная карьера

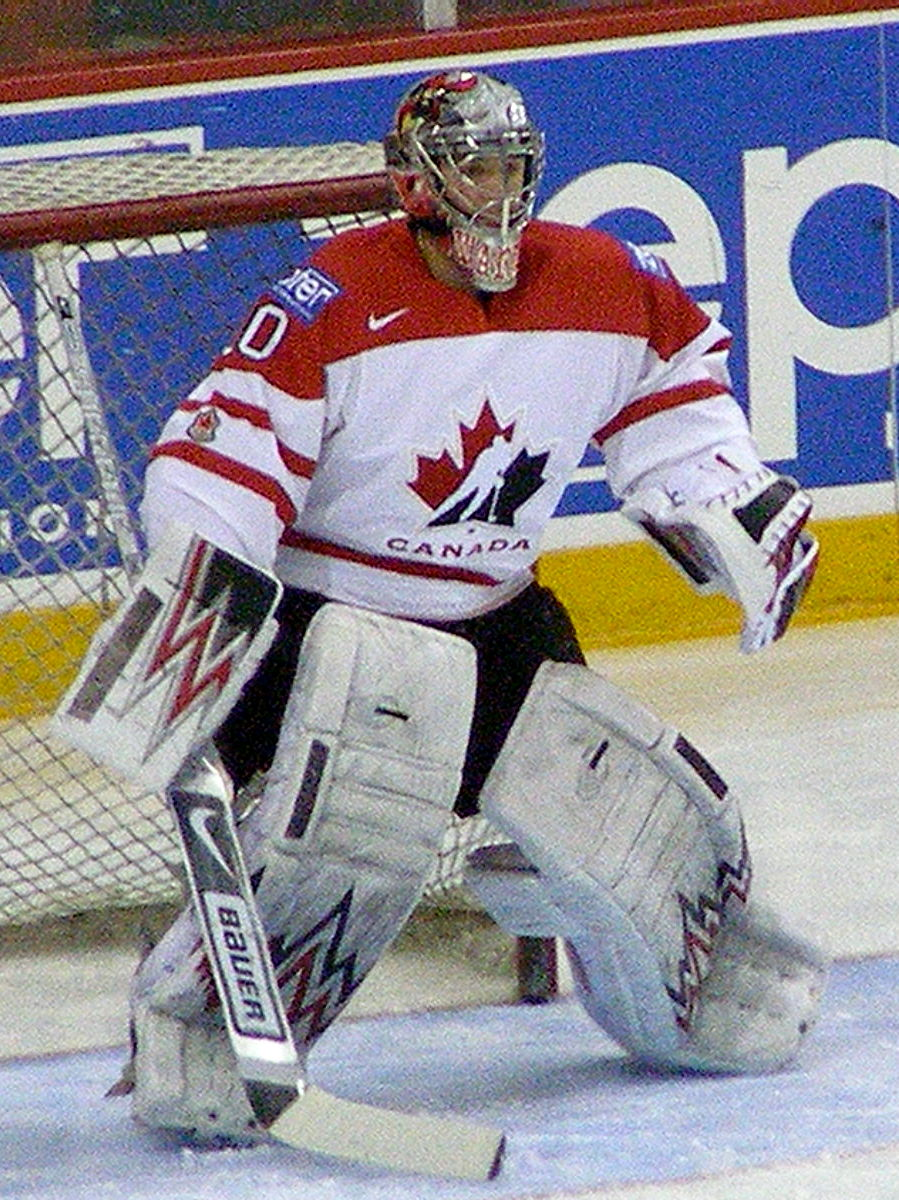
Кэм Уорд на чемпионате мира 2008

В составе национальной сборной Канады Уорд мог дебютировать на Олимпиаде 2006 года. Голкипер был внесён в расширенный список кандидатов на поездку в Турин, но остался за бортом соревнований. Однако уже на следующий год он завоевал титул чемпиона мира.

## Награды
- Обладатель Кубка Стэнли, 2006 («Каролина Харрикейнз»)
- Конн Смайт Трофи, 2006 («Каролина Харрикейнз»)
- Чемпион мира 2007
- Вице-чемпион мира 2008
- Участник Матча всех звёзд НХЛ 2011
- Лучший вратарь года CHL (2003/04)
- Дел Уилсон Трофи (2003/04)